# Sandhatten
Sandhatten ist ein Ortsteil der Gemeinde Hatten im niedersächsischen Landkreis Oldenburg.

## Geografie und Verkehrsanbindung
Das Haufendorf liegt etwa zwei Kilometer südöstlich von Kirchhatten. Im Nordwesten grenzen das Barneführer Holz und die Osenberge an den Ort. Nordwestlich liegt das Naturschutzgebiet Tannersand und Gierenberg.
Die Landesstraße 871 durchquert den Ort. Eine Buslinie des Regionalbus-Unternehmens Weser-Ems Bus pendelt stündlich zwischen Sandkrug und Kirchhatten über Sandhatten.

## Geschichte
Sandhatten wird erstmals 1240 als West-hathen zur Unterscheidung vom Kirchdorf Hatten bzw. Kirchhatten urkundlich erwähnt. Seit 1324 ist der Ortsname Sandhatten belegt. Das Gebiet war aber schon in der Jungsteinzeit besiedelt, wie das über 16 m lange Großsteingrab Steenberg beweist. Am 31. Dezember 2019 hatte der Ort 1077 Einwohner.

## Kultur und Aktivitäten
- Im Künstlerdorf Sandhatten finden sich einige Galerien und Kunstwerkstätten. 2011 wurde hier ein Kunstpfad angelegt.
- Es gibt eine Vielzahl von Vereinen, die Freiwillige Feuerwehr und weitere Gruppen im Ort, die für ein aktives Zusammenleben sorgen.
- Der Sandhatter Verein SV Murmel 011 war 2015 Ausrichter der Deutschen Meisterschaft im Murmelspiel. 2017 und 2024 wurde die erste Mannschaft Deutscher Meister im Murmeln.[4][5]
- Im Ortszentrum wurde ein Granit-Findling aufgestellt, der 1996 bei Bauarbeiten gefunden wurde. Er hat 10,2 m Umfang und ist etwa 22 Tonnen schwer.

## Persönlichkeiten
- Georg Barkemeyer (1887–1983 in Sandhatten), Landwirt und Mitglied des Ernannten Landtags von Oldenburg (FDP).
- Else Wiegandt (1894–1985 in Sandhatten), wohnte und wirkte als Künstlerin seit Mitte der 1940er Jahre in Sandhatten.